# LEDA 2210701
LEDA/PGC 2210701 ist eine Spiralgalaxie im Sternbild Jagdhunde am Nordsternhimmel. Sie ist schätzungsweise 1,15 Mia. Lichtjahre von der Milchstraße entfernt. Gemeinsam mit NGC 4109 bildet sie ein optisches Galaxienpaar.

Im selben Himmelsareal befindet sich u. a. die Galaxie NGC 4117, NGC 4118, NGC 4138, NGC 4143.